# Братья Артемьевы (судовладельцы)
Никола́й Ива́нович Арте́мьев (1835—1896) и Дми́трий Ива́нович Арте́мьев — братья, судовладельцы-самоучки и создатели одного из первых нефтеналивных судов.
В 1854 году начали перевозить бухарский хлопок, соль и лес по Каспийскому морю. С 1866 года — также нефть из Баку в Астрахань. Сначала перевозка велась традиционным способом: в деревянных бочках на парусных шхунах.
Как позже описывали братья, из-за неудобства обычного способа перевозки они пытались придумать, как обходиться без бочек. В 1873 году переоборудовали небольшую паровую лодку «Александр» (длина 18 м, ширина 4,9 м, осадка 2,7 м). Сделали особый трюм («ларь») для жидкого груза, где потом перевозили нефтеналивные остатки. А чтобы сохранить плавучесть судна в случае пробоины, трюм отделили внутренней обшивкой, также сделали скошенные бортовые отсеки для уменьшения площади поверхности груза. Изначально перекачивали ручным насосом.
Аналогично переделали другие корабли своего флота из 7 судов с размещением больших металлических ёмкостей. Братья ходили до Астрахани и далее вверх по Волге, на обратном пути трюм выстилали камышом и размещали обычные сухие грузы. Затем после выгрузки трюм промывали водой с содой и снова наливали нефтяные остатки.
Паровой насос стали использовать с 1878 года, перекачивая по 4 тысячи пудов нефти в час (по 64 тонны). Если переоборудованный «Александр» делал 8 рейсов вместо 6, то с паровым насосом суда успевали из Баку в Астрахань 14 рейсов.
Императорское общество для содействия русскому торговому мореходству выдало денежную премию, рассылало письма о новинке. Опыт братьев с нефтеналивными судами перенимали, хотя и медленно, другие владельцы кораблей на Волге, Каспии и заграницей. Так, заведующий Голопристанским мореходным классом Калюжный отвечал Обществу: 
Ваши превосходные советы о перевозке нефти, разъяснения и наставления нашим каботажникам в настоящем году не привели к желанной цели. Дело перевозки керосина для них совершенно новое, неизвестное. Затратить тысячи рублей на предприятие, выгоды которого для них в тумане, они не решаются.
 Похожие ответы поступили и от других заведующих: Николаевского мореходного класса и мореходного училища в Ростове-на-Дону. Только после успеха братьев с паровым насосом перестройку своих флотов начали другие судовладельцы. Исследователи А. Иголкин и Ю. Горжалцан отмечают, что на признание изобретения понадобилось 10 лет. По их мнению, Артемьевы первыми в мире транспортировали нефть и нефтяные остатки наливом в судах, а не другие изобретатели и промышленники.
Также Артьемьевы предлагали открыть на свои средства «специальное образовательное заведение для мореходов», но такой мореходный класс не был создан по бюрократическим причинам («за неимением положения о таком училище»).
Николай Иванович Артемьев умер в 1896 году. Даты рождения и смерти второго брата неизвестны.